# Pentaschistis barbata
Pentaschistis barbata är en gräsart som först beskrevs av Christian Gottfried Daniel Nees von Esenbeck, och fick sitt nu gällande namn av Hans Peter Linder. Pentaschistis barbata ingår i släktet Pentaschistis och familjen gräs. Utöver nominatformen finns också underarten P. b. orientalis.